# Apocolotois almatensis
Apocolotois almatensis là một loài bướm đêm trong họ Geometridae.